# HBO
HBO (siglas de Home Box Office; en inglés, «taquilla en casa») es una cadena de televisión por suscripción estadounidense, propiedad de Warner Bros. Discovery a través de su división Warner Bros. Entertainment. Es operada por Home Box Office, Inc., subsidiaria con sede en Nueva York.
Su programación está basada en el estreno de películas ya exhibidas en cine y en películas y series de producción propia, entre las que destacan Los Soprano, The Wire, Six Feet Under, Band of Brothers, The Pacific, Sex and the City, True Blood, Curb your enthusiasm, Game of Thrones y Succession. Asimismo, HBO transmite peleas de boxeo bajo la denominación de HBO Boxing & B.A.D. (Boxing After Dark), así como otros eventos deportivos. En diciembre de 2010, el canal contaba con 28,6 millones de suscriptores en los Estados Unidos, lo que le convierte en la cadena de televisión por cable y satélite con más abonados de ese país.
HBO fue el primer canal de televisión por cable y satélite que no usaba la red de difusión terrestre de televisión habitual hasta entonces. Comenzó sus emisiones en 1965, cuando Charles Francis Dolan ganó una concesión de televisión en el Bajo Manhattan. En lugar de usar cable de teléfono o microondas, comenzó a tender cable bajo las calles de Manhattan. En 1972, comenzó a usar microondas y en 1975, HBO fue la primera cadena que emitía vía satélite. Gracias a este avance, pudo transmitir en directo un encuentro de boxeo entre Muhammad Ali y Joe Frazier en Manila. En 1986, HBO también fue la primera en codificar su emisión, para que sólo la recibieran quienes pagaban por la señal.
HBO también posee otros canales en Latinoamérica como HBO 2, HBO+, HBO Family, HBO Signature, HBO On Demand, Cinemax, HBO Mundi, HBO Xtreme y HBO Pop, además de sus versiones en HD. La cadena está presente en alrededor de 150 países de todo el mundo.
Todos los programas producidos son licenciados bajo la marca de HBO International.

## Historia

### Orígenes
HBO fue el primer canal de cable y satélite creado como un canal de televisión de transmisión no terrestre. En 1965, el visionario y pionero del cable Charles Francis Dolan ganó la franquicia para construir un sistema de cable en Bajo Manhattan, Nueva York. El nuevo sistema, llamado Sterling Manhattan Cable por el señor Dolan, fue el primer sistema de cable subterráneo urbano de los Estados Unidos. En vez de colgar el cable de los postes telefónicos, y usando antenas de microondas para recibir la señal, Sterling puso cable subterráneo bajo las calles de Manhattan, porque la señal era bloqueada por la gran cantidad de edificios altos y rascacielos. Time Life Inc., ese mismo año compró el 20% de la compañía de Dolan.
A principios de 1970, buscando nuevas fuentes de ingresos, el Sr. Dolan creó un Green Channel para que los suscriptores puedan pagar extra para recibir películas sin cortes y sin comerciales, así como coberturas deportivas. Para ayudarlo a dirigir su nuevo proyecto, Dolan contrató como su vicepresidente de programación a un abogado joven llamado Gerald Levin, quien tenía experiencia en contratación de películas para transmisión en televisión y eventos deportivos.

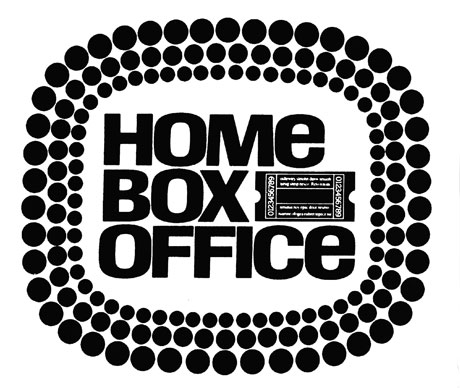
Primer logotipo de HBO, usado de 1972 a 1975.

Dolan presentó su idea de Green Channel a la gerencia de Time Life, y aunque la distribución por satélite era una posibilidad remota en esa época, él convenció a Time Life para respaldarlos, y muy pronto el "The Green Channel" se convirtió en Home Box Office el 8 de noviembre de 1972. HBO empezó a usar las microondas para alimentar su programación. El primer programa en transmitir por el canal de pago fue el partido de los New York Rangers contra los Vancouver Canucks, a un sistema de canal de cable en Wilkes Barre, Pensilvania. También en esa noche se vio la primera película en HBO: Sometimes a Great Notion de 1971, dirigida y protagonizada por Paul Newman con Henry Fonda como coprotagonista.
Sterling Manhattan Cable perdía dinero rápidamente porque la compañía tenía una pequeña base de suscriptores de 20.000 clientes en Manhattan. El socio de Dolan, Time Life Inc., ganó el control del 80% de Sterling y decidió tomar el control en la operación de Sterling Manhattan. Time Life desechó el nombre Sterling para convertirse en Manhattan Cable Television, ganando el control de HBO en marzo de 1973. Gerald Levin reemplazó a Dolan como presidente y director ejecutivo (Chief Executive Officer) de HBO. En septiembre de 1973, Time Life Inc. completó su adquisición del servicio de pago. HBO estuvo pronto en 14 sistemas de Nueva York y Pensilvania, pero la tasa de rotación era excepcionalmente alta. Los suscriptores solicitaban el servicio en prueba por algunas semanas, se cansaban de ver las mismas películas y cancelaban. HBO estaba luchando y algo se tenía que hacer. Cuando HBO llegó a Lawrence, Massachusetts, la idea era que los suscriptores pudieran experimentar el servicio previamente y de forma gratuita en el canal 3. Después de un mes, el servicio se movió al canal 6 y se codificó. Esta prueba se volvió popular, ganando muchos suscriptores y el concepto se extendió. (Lawrence recibe hoy HBO en el canal 301).

### Desarrollo (1975-1996)

Segundo logotipo de HBO, usado de 1975 a 1980.

El 13 de diciembre de 1975, HBO se convirtió en el primer canal de televisión en transmitir su señal vía satélite, cuando retransmitió la pelea de boxeo "Thrilla in Manila" entre Muhammad Ali y Joe Frazier. El 28 de diciembre de 1981, HBO expandió su horario de programación a 24 horas al día y siete días a la semana. Cinemax era 24/7 desde el día que se registró y Showtime y The Movie Channel lo hicieron 24 horas antes. En enero de 1986, HBO también se convirtió en el primer canal de satélite en cifrar (o codificar) su señal del uso no autorizado con el sistema Videocipher II. Más tarde, HBO fue el primer canal de cable en lanzar la versión de su canal en alta definición.
Originalmente HBO era parte de Time Inc. Cuando Time se unió con Warner Communications en 1989, HBO se convirtió en parte de Time Warner, la cual ha sido la empresa matriz del canal hasta la actualidad. HBO también se ganó una reputación por ofrecer programación original de muy alta calidad. HBO es un servicio exclusivamente de suscripción y que no lleva publicidad u otro tipo de anuncios tradicionales. Ambos factores disminuyen la presión de HBO de disminuir aspectos o temas controvertidos en su programación, permitiendo temas explícitos, como la violencia gráfica, el sexo explícito, el lenguaje soez y el consumo de drogas.
La cadena atiende aproximadamente a un tercio de los hogares de los Estados Unidos. Suscribirse a HBO puede ser relativamente costoso, ya que al suscriptor se le exige pagar por un "extra" del servicio regular incluso antes de pagar por el propio canal contratado. Alguien que suba de un paquete estándar de cable podría ver incrementada su cuenta del cable en más del 40%. Aunque la ley federal exige que un sistema de cable le permita a la persona adquirir un paquete básico de cable (canales locales) y HBO, los sistemas de cable pueden requerir el uso de una caja "convertidora" (generalmente digital) para recibir HBO.

### Éxito de su programación original (1997-presente)
Aún en los días del V-chip, una tecnología que se exige en los Estados Unidos para todos los televisores por encima de las trece pulgadas desde enero de 2000, y que permite a los padres bloquear los canales de acuerdo a sus categorías de ratings (no de teleaudiencia sino de su categoría por contenidos), los canales de HBO aún no funcionan sin editar las películas de categoría R o programación TV-MA (apto exclusivamente para público adulto o teleaudiencia madura) durante el día, excluyendo HBO Family, que no incluye en su programación películas de categoría R y que generalmente emite películas de categoría PG-13 solo entre las 6 p. m. y las 6 a. m..
Y ya que los críticos de la televisión están obligados a seguir la programación de HBO, pero el público no, la influencia de la cadena puede estar sobrestimada. De cualquier manera, mucha de la programación de HBO ha sido reemitida en otras cadenas y emisiones de transmisión local, (generalmente después de ciertos cortes), y un gran número de éstas están también disponibles en DVD. Es interesante ver que desde que las series más exitosas de HBO, particularmente el trío de Sex and the City, The Sopranos y Six Feet Under, son transmitidas en cadenas de señal abierta en otros países, como el Reino Unido, Australia, Perú, la programación de HBO tiene el potencial de ser vista por un mayor porcentaje de la población de esos países, comparado con los Estados Unidos, debido al alto costo de HBO, muchos norteamericanos solo ven programas de HBO en DVD o en cable básico o transmisión de programas o películas de derechos comprados por temporadas (en señal abierta), meses y hasta años después de que la cadena haya transmitido los programas.
HBO tiene operaciones internacionales en Hispanoamérica, República Checa, Hungría, Rumanía (y Moldavia), Polonia, Eslovenia, Croacia, Serbia, Bulgaria y el Sur de Asia (Bangladés, India y Pakistán). También tiene una inversión temprana en SKY Network Television de Nueva Zelanda a través del canal HBO (hoy Sky Movies). HBO planea lanzar operaciones internacionales en mercados estratégicos de Europa (Francia, Reino Unido, España, Alemania e Italia) y Japón.
HBO también tiene un par de joint ventures (empresas a riesgo compartido), primero con la formación de TriStar Pictures con Columbia Pictures y CBS. Columbia compró luego las dos terceras partes de los intereses del estudio. Entonces HBO fusionó su The Comedy Channel con el canal de cable HA! de Viacom para formar Comedy Central. HBO también tiene un joint venture con Liberty Media y muchas de las principales compañías de cable en Movietime Channel (actualmente E!). En 1997, The Walt Disney Company y Comcast compraron el control de E!. En 2003, Viacom compró la mitad de Comedy Central, que pertenecía a HBO y la fusionó con su unidad, MTV Networks. En 2005, HBO y New Line Cinema lanzaron Picturehouse, un distribuidor independiente de películas. HBO es el principal patrocinador del U.S. Comedy Arts Festival. Desde 2012, HBO firmó con Universal, por lo cual comenzará a rodar filmes de esta empresa, que anteriormente se emitían en Star Premium (antes FOX+ y Moviecity).

## Películas
HBO actualmente tiene contratos exclusivos con su compañía hermana Warner Bros. Además mantiene los derechos parciales de cable por pago, de las películas producidas por Sony Pictures Entertainment (excluyendo aquellas que se hagan en asociación con Revolution Studios), The Walt Disney Company y Universal Studios (junto con Rogue Pictures, Focus Features y DreamWorks Animation). A pesar de que New Line Cinema es también una compañía hermana de HBO, algunas de sus películas no aparecen en HBO debido a un acuerdo externo previo con su competidor Starz. Las películas de Twentieth Century Fox, Paramount y Dreamworks fueron transmitidas en Latinoamérica por su competidor Star Premium.
Como resultado de estos acuerdos limitados, aunque HBO posee una programación de películas de mayor éxito de taquilla en las salas de cine de todo el mundo como The Amazing Spider-Man estrenada en menos de un año de su estreno original en los cines o también el éxito de taquilla The Dark Knight Rises y The Avengers, suele llenar su programación de madrugada con recientes películas de clase B (transmitidas principalmente en los canales de MAX Y MAXPRIME y algunas de las cuales nunca serán estrenadas en salas de cines), producidas por compañías independientes menos conocidas. Por otro lado, HBO suele mostrar subruns (es decir transmisión de películas que ya fueron puestas en señal abierta) de películas para el cine de la Paramount, Universal Pictures y Lionsgate.
En 2003, HBO compró los derechos exclusivos para cable por pago de Star Wars Episode II: Attack of the Clones de Fox y Lucasfilm, y durante sus primeros 18 meses de la licencia, transmitió la película sin haber sido antes transmitida ninguna versión en ningún sistema de PPV. HBO también tiene los derechos de su secuela, Star Wars: Episode III - Revenge of the Sith. Durante sus negociaciones por los derechos para el cable de Clones, se hizo un acuerdo para transmitir la saga completa, que incluía la versión reeditada o revisada para DVD de la trilogía original (Episodios IV, V y VI) y como resultado, la cadena hermana Cinemax se convertiría en la primera cadena norteamericana en transmitir las seis películas. En retribución, HBO tendrá acceso limitado al cable de pago para todas estas películas durante el año 2008, cuando Spike TV asuma los derechos de transmisión en televisión.
HBO también tiene los derechos exclusivos de sus propias películas hechas bajo HBO Films. En Hispanoamérica, HBO Family traduce al español y transmitía las películas originales de Disney Channel.
Normalmente las películas de las que HBO tiene los derechos, también se programan en Cinemax durante el tiempo de concesión de las licencias.
Desde febrero de 2011, HBO perdió en Brasil los derechos de las películas de Walt Disney Pictures (y otros estudios de su propiedad). En un principio se pensó que la compañía lanzaría su propio canal de cine Disney Cinemágico, pero a finales de 2011 se reveló que Telecine emitiría todos los títulos incluidos algunos ya estrenados en TV abierta y cable básico hasta 2020.
Desde octubre de 2020 en Latinoamérica todas las señales de HBO dejaron de emitir las películas de Walt Disney Pictures por el lanzamiento de Disney+ en Latinoamérica previamente programado para el 17 de noviembre de ese mismo año en dicha región (esto también afectó a Warner y otros canales de Turner), debido a que sus películas fueron sacadas del aire en todas las señales de TV por cable.

## Servicios

### HBO Go
El 18 de febrero de 2010, HBO lanzó su servicio de retransmisión en directo con más de 1000 horas iniciales de contenido. El servicio en ese entonces era imposible conseguirlo sin ser suscriptor de HBO a través de un sistema de televisión tradicional.

### HBO Now
Ante la demanda, la competencia y auge de servicios de retransmisión en directo, HBO lanza en 2015 HBO Now el cual se diferenciaba de HBO Go en que se podía conseguir la suscripción sin ser suscriptor de televisión tradicional. El catálogo es exactamente el mismo que el de HBO Go.

### HBO Max
HBO Max (anteriormente Max) es un servicio de streaming propiedad de Warner Bros. Discovery. Se lanzó en Estados Unidos el 27 de mayo de 2020, en Latinoamérica el 29 de junio de 2021, Andorra, España y los países nórdicos el 26 de octubre de 2021 y otros países de Oceanía Europa y Asia a lo largo de 2022.
La plataforma fue creada principalmente para albergar contenido del grupo de canales premium HBO, aunque también sirve como plataforma de difusión de las producciones de Warner Bros. Discovery en general y, además, ofrece contenido adicional de empresas terceras y producciones originales para la plataforma, conocidas como Max Originals.
Según AT&T, tanto HBO como, en aquel entonces, HBO Max, habían poseído un total de 76,8 millones de suscriptores al nivel mundial entre ambos (cifras hasta el 31 de marzo de 2022).
Desde la fusión en abril de 2022 de WarnerMedia con Discovery, Inc. para formar Warner Bros. Discovery, Max es uno de los dos servicios de streaming insignia de la empresa combinada, siendo el otro Discovery+ (que se centra principalmente en la programación factual de las marcas de Discovery). 
Tras su relanzamiento como Max, la marca HBO Max fue descontinuada en los Estados Unidos el 23 de mayo de 2023, seguido de América Latina el 27 de febrero de 2024, y más tarde en España, Portugal, países nórdicos y el resto de países de Europa Central y Oriental el 21 de mayo de 2024.
HBO Max incluye producciones de HBO y de otras marcas de WarnerMedia como:
- Adult Swim[18]
- Cartoon Network[18]
- TBS[18]
- CNN[18]
- DC[18]
- TNT[18]
- TruTV[18]
- Max Originals, producciones originales para HBO Max[18]
- Crunchyroll[18]
- Catálogo de series y películas de Warner Bros[18]
- Todo el catálogo de películas del Studio Ghibli[19]

## Señales
HBO opera siete canales multiplex, un canal de alta definición y un servicio de películas bajo demanda (Max).
- HBO Señal principal del pack, emite películas de estreno y de renombre, películas originales y series originales de mayor éxito.

- HBO2 Canal secundario, presenta más películas, series exitosas y películas originales, así como películas de categoría R (+17/+18) durante el día a diferencia de HBO.

- HBO Plus El canal rescata películas de diferentes años ya exhibidas en HBO y HBO 2, además de algunas series originales producidas por la cadena.

- HBO Pop      Anteriormente conocido como Max HD y posteriormente Max UP. Presenta películas taquilleras del género comedia, romance, drama, aventura y animación, principalmente las producidas por empresas cinematográficas asociadas a la cadena.

- HBO Family Películas y series que apuntan a una teleaudiencia más joven así como películas para toda la familia. Solo transmiten películas categoría G o PG durante el día y películas PG13 durante la noche.

- HBO Mundi Anteriormente conocido como Max. Reelanzado el 1 de febrero del 2020. Se centra en la emisión de cine independiente, cine internacional, películas de tipo experimental, series internacionales y documentales de culto.

- HBO Signature Películas de calidad, series originales de HBO y especiales preparados principalmente para las mujeres que es el público objetivo del canal. Era antes conocido como HBO 3.

- HBO Xtreme     Anteriormente conocido como Max Prime. Emite películas del género acción, terror y suspenso, producidas por las empresas cinematográficas asociadas a la cadena

Todos los canales cuentan con una transmisión simultánea en alta definición.
HBO también ofrece en paquetes de las transmisiones de su canal principal de la costa Este y del Pacífico (en los EE. UU.) juntas, permitiendo a los televidentes una segunda oportunidad de ver las mismas películas y programas unas 3 horas más tarde o más temprano, dependiendo de su ubicación geográfica.

## Programación

### Latinoamérica
Esta es una lista parcial de todas las producciones o coproducciones que HBO Latinoamérica ha transmitido en su historia. También se pueden encontrar programas que han sido emitidos de forma exclusiva por el canal.

#### Programación actual o en producción
Los siguientes programas de HBO Latinoamérica se encuentran actualmente bajo emisión o producción.
| Título                         | Temporadas | Género | Primera emisión |
| ------------------------------ | ---------- | ------ | --------------- |
| Psi                            | 3          | Drama  | 2013            |
| El hipnotizador                | 2          | Drama  | 2015            |
| El jardín de bronce            | 1          | Drama  | 2017            |
| La vida secreta de las parejas | 2          | Drama  | 2017            |

#### Programación pasada
La siguiente es una lista de programas de HBO Latinoamérica que han sido emitidos en el canal. También se pueden encontrar programas que no tienen confirmación oficial de nuevas temporadas.
| Título               | Temporadas       | Género            | Primera emisión |
| -------------------- | ---------------- | ----------------- | --------------- |
| Epitafios            | 2                | Drama - Policial  | 2004            |
| Sexo urbano          | 4 y 1 Especial   | Documental        | 2004            |
| Mandrake             | 2 y 2 Especiales | Drama - Comedia   | 2005            |
| Hijos del carnaval   | 2                | Drama             | 2006            |
| Capadocia            | 3                | Drama             | 2008            |
| Alice                | 1 y 2 Especiales | Drama             | 2008            |
| Mujer de fases       | 1                | Comedia           | 2011            |
| Prófugos             | 2                | Drama - Acción    | 2011            |
| Preamar              | 1                | Drama - Comedia   | 2012            |
| (hdp)                | 1                | Comedia           | 2012            |
| Destino: SP          | Miniserie        | Drama - Comedia   | 2012            |
| Destino: Río         | Miniserie        | Drama - Comedia   | 2013            |
| El negocio           | 4                | Drama - Comedia   | 2013            |
| Sr. Ávila            | 4                | Drama             | 2013            |
| Hoje é Dia de Música | 1                | Documental        | 2014            |
| Mulher Arte          | 1                | Documental        | 2014            |
| Roommates            | 1                | Comedia - Erótico | 2014            |
| Magnífica 70         | 3                | Drama             | 2015            |
| Dios Inc.            | 1                | Drama             | 2016            |

## Boxeo
HBO trasmitió a través de su división HBO Sports por 45 años y 1.111 eventos algunas de las peleas más famosas de la historia del boxeo, la mayoría en exclusiva a través de su sistema HBO Pay per View siendo su primera pelea cuando George Foreman noqueo a Joe Frazier en dos asaltos en 1973 para ganar el título mundial de peso completo. De ahí en adelante, las principales peleas a nivel mundial se presentaron sin comerciales, incluyendo el nocaut de Muhammad Ali sobre Foreman para recuperar el campeonato mundial completo, la famosa "Thrilla en Manila" donde Ali derrotó a Frazier en 14 asaltos, la primera pelea entre Aaronm Pryor y Alexis Arguello, el combate de Wilfredo Gómez con Lupe Pintor, el encuentro entre Héctor Camacho y Edwin Rosario, la primera pelea de Julio César Chávez y Meldrick Taylor, los combates entre Evander Holyfield y Mike Tyson y otras más.
HBO presentó peleas importantes de las carreras de Julio César Chávez, Óscar de la Hoya, Félix Trinidad, Floyd Mayweather, Jr., Manny Pacquiao, Lennox Lewis, Mike Tyson y Roy Jones, Jr., entre otros.
En septiembre de 2018 HBO Sports anunció que se retiraba del negocio de transmisiones de boxeo a partir de 2019, alegando que en la actualidad el boxeo se transmite más que nunca y en cada vez más plataformas, lo que desde el punto de vista del entretenimiento ya no es "único" alejándose de los estándares de calidad de la cadena. Por lo que HBO Sports pasaría a nada más a la creación de entrevistas y documentales acerca del boxeo y demás deportes.

## Otros deportes
HBO transmite partidos de Wimbledon cada año, y cubre la NFL con su programa temporario (durante las campanas del deporte) "Inside the NFL", además de otros deportes en variados documentales